# 門真市立速見小学校
門真市立速見小学校（かどましりつはやみしょうがっこう）は、大阪府門真市にある公立小学校。
門真市立門真小学校の児童数増加により、同校から分離する形で1971年に新設開校した。開校時、5年生以下の児童が門真小学校から移る形になった。

## 沿革
- 1971年4月1日 - 門真市立速見小学校として開校。
- 1971年6月18日 - 校舎・給食棟工事開始。
- 1972年7月15日 - プール完成。
- 1972年9月26日 - 体育館工事開始。
- 1974年3月4日 - 校歌制定。

## 通学区域
- 門真市 速見町、末広町、古川町、寿町、松生町、深田町、一番町、柳田町、桑才新町（府道深野南寺方大阪線以北）。

卒業生は基本的に門真市立第三中学校に進学する。

## 交通
- 京阪本線 古川橋駅 南へ約600m。